# Фетинино (Костромская область)
Фетинино — деревня в Кадыйском районе Костромской области. Входит в состав Завражного сельского поселения.

## География
Находится в юго-восточной части Костромской области на расстоянии приблизительно 44 км на юг по прямой от районного центра поселка Кадый на левом берегу Волги в пределах акватории Горьковского водохранилища.

## История
Известна была с 1872 года, когда здесь было учтено 14 дворов, в 1907 году отмечено было 28 дворов.

## Население
Постоянное население составляло 106 человек (1872 год), 114 (1897), 155 (1907), 17 в 2002 году (русские 100 %), 3 в 2022.